# Carbonemys
Carbonemys (лат.) — род вымерших бокошейных черепах из семейства Podocnemididae, известных из палеоценовых отложений в формации Cerrejón в Колумбии. Включает единственный известный вид Carbonemys cofrinii.
Окаменелые остатки Carbonemys cofrinii были обнаружены в 2005 году в колумбийской угольной шахте Cerrejón в одноимённой формации, относящейся к позднему палеоцену (около 60 млн лет назад). Длина карапакса — 1,72 м, череп — 24 см в окружности. Это одна из наиболее крупных пресноводных черепах.

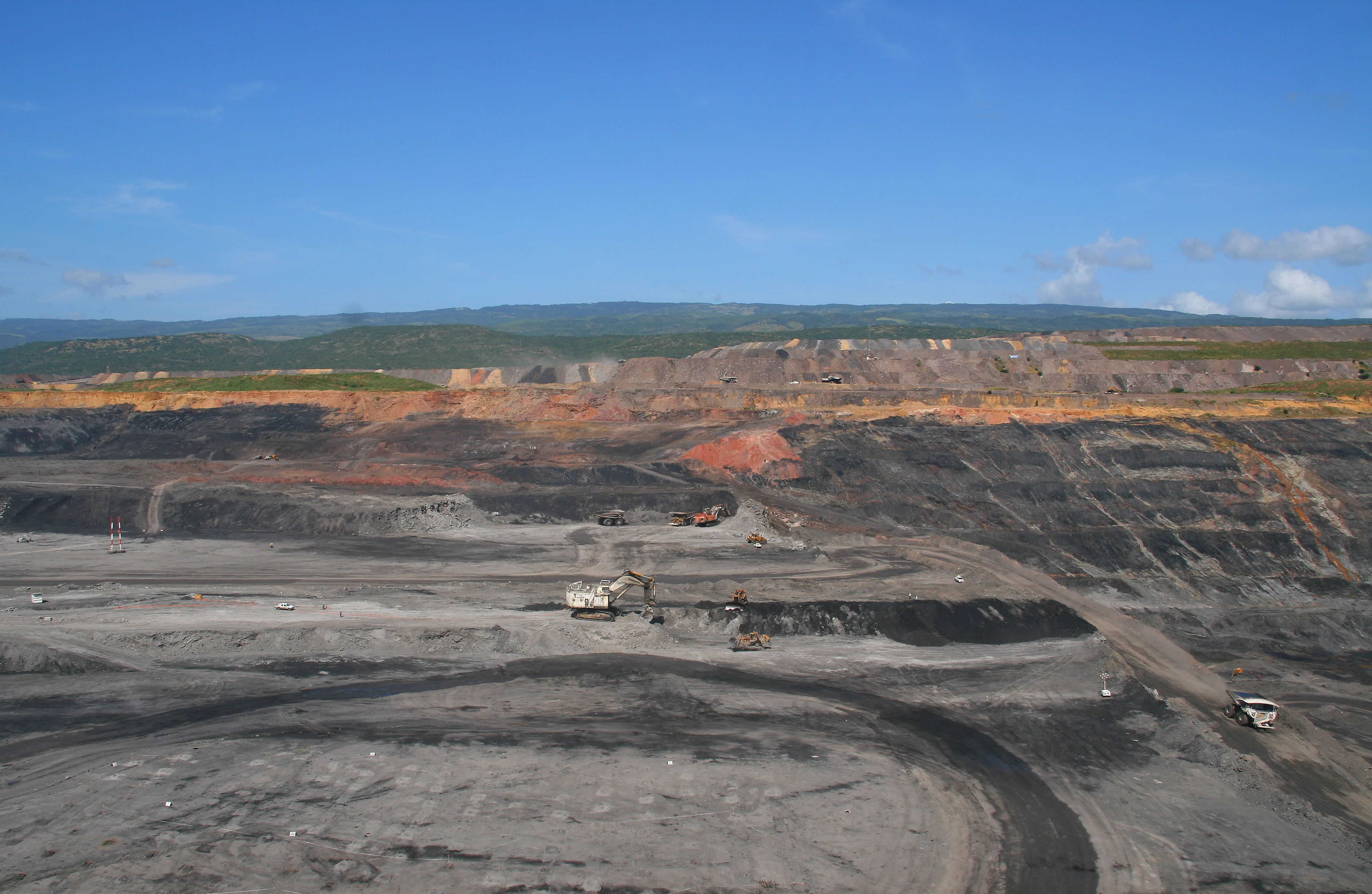
Формация Cerrejón в Колумбии